# The Gunfighter
The Gunfighter (El pistolero en España y Fiebre de sangre en Hispanoamérica) es un western de 1950 dirigido por Henry King y protagonizado por Gregory Peck.

## Argumento
El pistolero Jimmy Ringo pasea por un pueblo donde lo reconocen de inmediato. Cuando los niños se reúnen en el salón de ventanas para ver al legendario pistolero, el alcalde del pueblo trata de mantener la paz. Él quiere que Ringo se vaya fuera del pueblo, pero él se toma su tiempo, un par de horas para ver a su novia, a quien no ha visto desde hace más de ocho años, y su hijo, a quien nunca ha visto. Mientras tanto, tres vaqueros enojados van a su encuentro. Ringo quiere que le dejen en paz para vivir con su familia, tal vez en un pequeño rancho, lejos de su reputación.

## Reparto
- Gregory Peck: Jimmy Ringo
- Millard Mitchell: Sheriff Mark Strett
- Helen Westcott: Peggy Walsh
- Jean Parker: Molly
- Karl Malden:  Mac
- Anthony Ross: Ayudante del sheriff Norris
- Skip Homeier: Hunt Bromley
- Richard Jaeckel: Eddie

## Producción
William Bowers vendió su guion por 70 000 dólares a la 20th Century Fox.
El rodaje transcurrió sin problemas. El único grave problema ocurrió, cuando Spyros Skouras, el entonces presidente de la 20th Century-Fox, estuvo a punto de cancelar el rodaje en medio de él, ya que no le gustaba cómo interpretaba Gregory Peck a Jimmy Ringo respecto a su aspecto exterior. Sin embargo, al final él dejó que fuese terminada correspondientemente.

## Recepción
La película fracasó en taquilla. Sin embargo, hoy en día, la obra cinematográfica es vista como un clásico del western y una de las películas más recordadas de Henry King. La principal razón es, porque el filme es uno de los instauradores del llamado wéstern psicológico, un tipo de wéstern más interesado en el desarrollo de los personajes que aparecen en la historia que en la épica del género.